# Yohan Baï
Yohan Baï (Arras, 28 settembre 1996) è un calciatore francese, centrocampista dell'HFX Wanderers.

## Carriera
Acquistato dall'Amiens, trascorre i primi anni di carriera fra terza e quarta divisione francese; nel 2021 si trasferisce in Bulgaria al CSKA Sofia dove debutta fra i professionisti il 17 luglio in occasione dell'incontro di Supercoppa di Bulgaria perso 4-0 contro il Ludogorec.

## Statistiche
Statistiche aggiornate al 18 ottobre 2021.

### Presenze e reti nei club
| Stagione        | Squadra          | Campionato      | Campionato | Campionato | Coppe nazionali | Coppe nazionali | Coppe nazionali | Coppe continentali | Coppe continentali | Coppe continentali | Altre coppe | Altre coppe | Altre coppe | Totale | Totale | Totale |
| Stagione        | Squadra          | Comp            | Pres       | Reti       | Comp            | Pres            | Reti            | Comp               | Pres               | Reti               | Comp        | Pres        | Reti        | Pres   | Reti   |        |
| --------------- | ---------------- | --------------- | ---------- | ---------- | --------------- | --------------- | --------------- | ------------------ | ------------------ | ------------------ | ----------- | ----------- | ----------- | ------ | ------ | ------ |
| 2014-2015       | Amiens 2         | CFA2            | 3          | 0          |                 | -               | -               |                    | -                  | -                  |             | -           | -           | 3      | 0      |        |
| 2015-2016       | Amiens 2         | CFA2            | 5          | 1          |                 | -               | -               |                    | -                  | -                  |             | -           | -           | 5      | 1      |        |
| 2016-2017       | Épinal           | N               | 19         | 1          | CF              | 2               | 0               |                    | -                  | -                  |             | -           | -           | 21     | 1      |        |
| 2017-2018       | Épinal           | N2              | 19         | 1          | CF              | 2               | 0               |                    | -                  | -                  |             | -           | -           | 21     | 1      |        |
| 2018-2019       | Furiani Agliani  | N2              | 25         | 8          | CF              | 0               | 0               |                    | -                  | -                  |             | -           | -           | 25     | 8      |        |
| 2019-2020       | CMS Oissel       | N2              | 12         | 1          | CF              | 0               | 0               |                    | -                  | -                  |             | -           | -           | 12     | 1      |        |
| 2020-2021       | Canet Roussillon | N2              | 9          | 0          | CF              | 5               | 2               |                    | -                  | -                  |             | -           | -           | 14     | 2      |        |
| 2021-2022       | CSKA Sofia       | 1L              | 6          | 2          | CB              | 0               | 0               | UECL               | 5                  | 0                  | SB          | 1           | 0           | 12     | 2      |        |
| Totale carriera | Totale carriera  | Totale carriera | 98         | 14         |                 | 9               | 2               |                    | 5                  | 0                  |             | 1           | 0           | 113    | 16     |        |